# Basili I de Constantinoble
Basili I Escamandrè (en grec antic: Βασίλειος Α΄ Σκαμανδρηνός 'Basileios Skamandrenos') va ser patriarca de Constantinoble de l'any 970 al 974. El nom li venia del Monestir d'Escamandre, que ell va fundar.
Va viure al segle x, i va succeir al patriarca Polieucte de Constantinoble el 12 de febrer del 970. Al cap de 4 anys de la seva presa de possessió, va ser acusat de no regir l'església segons les regles canòniques i de conspirar contra l'emperador Joan I Tsimiscés, es va negar a comparèixer davant del tribunal imperial, i va demanar el judici d'un concili ecumènic. L'emperador no ho va acceptar i el va deportar l'any 974 al monestir d'Escamandre.
Durant el seu mandat es va elaborar i aprovar el document anomenat Τράγος ('Trágos', la Cabra), la primera constitució de l'estat monàstic del Mont Athos, que va rebre el nom de la pell de cabra que es va utilitzar per escriure el text.